# Westinghouse Desilu Playhouse
Westinghouse Desilu Playhouse este un serial de antologie⁠(d) american produs de compania Desilu Productions⁠(d). Acesta a fost difuzat pe Columbia Broadcasting System între 1958 și 1960. Trei dintre cele 48 de episoade ale sale au fost episoade pilot pentru serialele de televiziune Zona Crepusculară (un episod) și Incoruptibilii⁠(d) (două episoade).

## Istoric
Între 1951 și 1957, Desi Arnaz (1917-1986) și Lucille Ball (1911-1989) au produs și jucat în popularul sitcom I Love Lucy. La începutul anului 1958, Desi Arnaz a convins CBS să cumpere Desilu Playhouse cu promisiunea că un spectacol bilunar intitulat Lucille Ball-Desi Arnaz Show (retransmis ulterior sub numele de The Lucy-Desi Comedy Hour⁠(d)) va face parte din serial. Westinghouse Electric Corporation⁠(d) a plătit o sumă record de 12 milioane de dolari pentru a sponsoriza proiectul, fapt care a condus la anularea celebrului serial de antologie Studio One⁠(d).
Acesta a debutat luni seara în intervalul orar 22:00 - 23:00 EST⁠(d) pe 6 octombrie 1958. Gazda serialului era Desi Arnaz, iar Betty Furness⁠(d) era purtătoarea de cuvânt a companiei Westinghouse. Primul spectacol a fost „Lucy Goes to Mexico”, un segment Lucy-Desi Hour, cu actorul Maurice Chevalier. Episodul dramatic „Song of Bernadette” - o biografie a Sfintei Bernadette a Bisericii Romano-Catolice - cu actrița Pier Angeli⁠(d) în rol principal a avut premiera în următoarea săptămână. Serialul a inclus scene de comedie, dramă, muzicale și diverse spectacole unice cu Lucille Ball.
În octombrie 1959, spectacolul a fost mutat în zilele de vineri în intervalul 21:00 - 22:00 EST. Emisiunea a fost anulată un an mai târziu, deoarece nu a reușit să atragă nume mari din industria cinematografică, emisiunile western deveneau din ce în ce mai populare și serialele polițiste erau difuzate în intervalul de maximă audiență⁠(d). După divorțul dintre Ball și Arnaz în 1960, aceștia, împreună cu Vivian Vance⁠(d), William Frawley⁠(d) și Richard Keith⁠(d), au filmat ultimul spectacol The Lucy–Desi Comedy Hour intitulat „Lucy Meets The Moustache” alături de vedetele invitate Ernie Kovacs⁠(d) și Edie Adams. Acesta a fost difuzat pe 1 aprilie 1960. Ultimul episod al The Westinghouse Desilu Playhouse - „Murder is a Private Affair” - a fost difuzat pe 10 iunie 1960.

## Episoade celebre
În toamna anului 1958, episodul „The Time Element”, cu William Bendix în rol principal, a primit recenzii pozitive. Datorită popularității serialului, Rod Serling, scenaristul episodului, a reușit să convingă CBS să dezvolte un serial de antologie cu elemente științifico-fantastice intitulat Zona Crepusculară. Proiectul său a debutat în toamna anului 1959.
În aprilie 1959, Desilu Playhouse a difuzat un episod dramatic în două părți intitulat „The Untouchables”. Paul Monash⁠(d) a adaptat memoriile⁠(d) din 1957 ale agentului Eliot Ness⁠(d) al Biroului Prohibiției⁠(d). După ce CBS a respins ideea de a produce un serial de sine stătător, Incoruptibilii a fost preluat de ABC și a devenit un serial de succes, fiind difuzat timp de patru sezoane între 1959 și 1963. Robert Stack a interpretat rolul lui Eliot Ness, acesta fiind selectat pentru rol după ce actorul Van Johnson, prima alegere a lui Arnaz, a cerut 20.000 de dolari pentru cele două episoade. Conform lui Stack, Arnaz l-a concediat pe Johnson și i-a oferit rolul. Acesta a acceptat și a început filmările a doua zi.

## Producție

### Muzica
Muzica serialului a fost compusă de John Waldo „Johnny” Green⁠(d). Emisiunea începea cu „Westinghouse Logo” și se încheia cu „Desilu Playhouse Closing Theme” în timpul genericului de final.

### Personalități
Mai multe personalități au apărut în unul sau în mai multe episoade ale emisiunii, inclusiv (în ordine alfabetică):

#### Producători
- Bert Granet
- Quinn Martin

#### Regizori
- Robert Florey
- Claudio Guzmán
- Douglas Heyes
- Arthur Hiller
- Jerry Hopper
- Lamont Johnson
- Phil Karlson
- Buzz Kulik
- Robert Ellis Miller
- Ralph Nelson
- Joseph M. Newman
- Ted Post
- Jerry Thorpe

#### Scenariști
- James B. Allardice
- Madelyn Davis
- Oscar Fraley
- John Mantley
- Eliot Ness
- Rod Serling[14]
- William Templeton

#### Actori
- Desi Arnaz
- Lucille Ball
- Jane Russell
- Martin Balsam
- Parley Baer
- John Drew Barrymore
- Richard Benedict
- John Beradino
- Warren Berlinger
- Neville Brand
- Rory Calhoun
- Wally Cassell
- Pat Crowley
- Frank DeKova
- Buddy Ebsen
- Abel Fernandez
- Wallace Ford
- William Frawley
- Betty Furness
- Bruce Gordon
- Jean Hagen
- Donald Harron
- Earl Holliman
- Vivi Janiss
- Keith Thibodeaux
- Barton MacLane
- Joe Mantell
- Margo
- John McIntire
- Sid Melton
- Martin Milner
- Cameron Mitchell
- George Murphy
- Barbara Nichols
- Hugh O'Brian
- Roger Perry
- Paul Picerni
- Aldo Ray
- Joe De Santis
- Karen Sharpe
- Mickey Simpson
- Red Skelton
- Patricia Smith
- Robert Stack
- Harry Dean Stanton
- Barry Sullivan
- Carol Thurston
- Vivian Vance
- Bill Williams
- Walter Winchell
- James Westerfield
- Jack Weston
- Jesse White
- James Whitmore
- Ed Wynn
- Keenan Wynn